# Cyllopsis gemma
Cyllopsis gemma (Hübner, 1808) è un lepidottero appartenente alla famiglia Nymphalidae, diffuso negli Stati Uniti sud-orientali e nel Messico nord-orientale.

## Descrizione

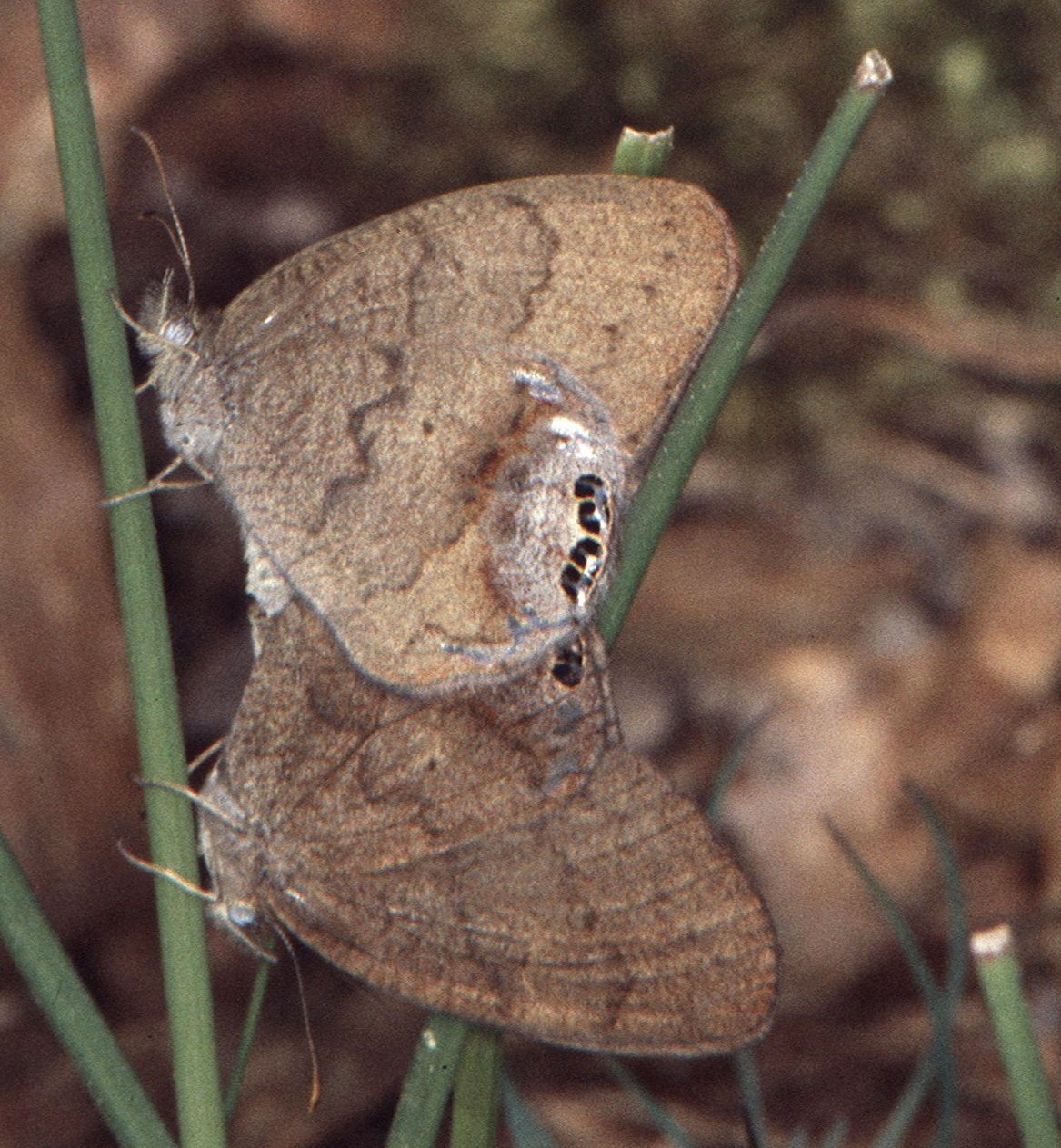
Coppia di Cyllopsis gemma

Hanno un'apertura alare di 35–43 mm.

## Biologia
Si trovano da aprile a settembre nella zona più a nord, e tutto l'anno a sud.
Le larve si nutrono probabilmente di Cynodon dactylon.

## Sottospecie
Ci sono due sottospecie conosciute:
- Cyllopsis gemma gemma
- Cyllopsis gemma freemani